# 弗魯特里奇波凱特 (加利福尼亞州)
弗魯特里奇波凱特（英語：Fruitridge Pocket）是位於美國加利福尼亞州薩克拉門托縣的一個人口普查指定地區。

## 地理
弗魯特里奇波凱特的座標為38°31′58″N 121°27′21″W / 38.53278°N 121.45583°W，而該地最高點為海拔高度10米（即33英尺）。

## 人口
根據2010年美國人口普查的數據，弗魯特里奇波凱特的面積為1.575平方千米，均為陸地。當地共有人口5800人，而人口密度為每平方千米3,682人。